# 陈元孟
陈元孟（1991年12月20日—）是一名越南职业足球运动员，效力于越南甲级联赛球队南定，司职守门员。 

## 国际职业生涯
在2016东南亚足球锦标赛半决赛第二回合对阵印度尼西亚的比赛中，陈元孟踢出一名在角球中将他捆绑的印度尼西亚球员，引起了争议。裁判傅明向陈元孟出示了红牌，越南被迫让桂玉海守门，因为他们已经用完了三个换人名额。 一个月后，陈元孟被亚足联罚款 1,000 美元，并被禁止参加2019年亚足联资格赛的任何一场比赛。 

## 荣誉
宋林义安
- V.联赛 1 : 2011
- 越南国家杯: 2017
- 越南超级杯：2018

维特尔
- V.联赛 1 : 2020
- 越南国家杯： 2020年亚军
- 越南超级杯: 亚军 2018, 2021

越南
- 国王杯： 2019年亚军
- AYA银行杯： 2016